# 黃桑希蘭
黃桑希蘭（1949年—），材料科學家，美國國家工程學院首位台裔、華裔女院士。她的專業研究領域包括晶片封裝的材料與製程。

## 生平
於1949年出生於中國大陸，因為中國政權的易幟而隨親人來台。她的祖父與父母親都曾擔任大學教授。她畢業於台灣北一女中及國立成功大學化學系。1976年取得美國哥倫比亞大學材料工程博士，是該校第一位女性材料博士。此後歷任凱斯西儲大學材料系教授、工學院傑出教授、學校董事，H-Technology集團總裁。1998年獲選為美國國家工程學院院士，是該院首位台灣移民美國的華裔女院士。
黃桑院士除了學術界及企業界的傑出成就以外，她一直維持著從中學開始，就重視妝扮及穿著優雅的習慣。她也喜好舞蹈及歌唱。黃桑與夫婿育有一子一女。